# Dasylophus cumingi
La malcoa squamata o cuculo dal piumaggio a scaglie (Dasylophus cumingi (Fraser, 1839)) è un uccello della famiglia Cuculidae.

## Distribuzione e habitat
Questo uccello vive nelle Filippine.